# Albrechtice v Jizerských horách
Albrechtice v Jizerských horách (în germană Albrechtsdorf) este un sat cu o populație de aproximativ 330 de locuitori din districtul Jablonec nad Nisou, Republica Cehă.